# Maria Benvinda Levy
Maria Benvinda Delfina Levy, meist nur Maria Benvinda Levy, ist eine mosambikanische Politikerin (FRELIMO) und Richterin am Obersten Gerichtshof Mosambiks. Seit dem 15. Januar 2025 ist sie Premierministerin von Mosambik.

## Beruflicher Werdegang
Maria Benvinda Levy begann ihren Staatsdienst am Stadtgericht der mosambikanischen Hauptstadt Maputo (Tribunal Judicial da Cidade de Maputo), wo sie bis 2006 als Richterin arbeitete. 2006 wechselte sie zum im Jahr 2000 gegründeten staatlichen Ausbildungszentrum für Richter und Staatsanwälte Mosambiks (Centro de Formação Jurídica e Judiciária). Sie stand dem Ausbildungszentrum als Leiterin vor.
Im Rahmen einer Kabinettsumbildung im März 2008 ernannte Staatspräsident Armando Guebuza Benvinda Levy zur neuen Justizministerin des Landes. Sie folgte damit auf Esperança Machavela. Sie leitete das Justizressort bis zum Ende des zweiten Kabinetts Guebuza im März 2015. Im Rahmen ihres Amtes war eines ihrer Ziele, die Situation der Gefängnis-Insassen in Mosambik zu verbessern, die von Seiten der mosambikanischen Menschenrechtsliga und Amnesty International als „dramatisch“ beschrieben wurde. Sie erreichte eine deutliche Verbesserung der Situation, die auch von der Zivilgesellschaft anerkannt wurde. Priorität für Levy war in ihrer Amtszeit, nach eigener Aussage, die „illegale Immigration“ nach Mosambik und das „Erschleichen“ der mosambikanischen Staatsbürgerschaft durch Ausländer.
2012 wurde sie von Staatspräsident Armando Guebuza – drei Jahre vor Ende ihrer Amtszeit – zur neuen Richterin am Obersten Gerichtshof Mosambiks ernannt. Sie trat das Amt jedoch erst nach Ende der Legislaturperiode an. Sie wurde im Frühjahr 2015 eingeführt. Der neue Staatspräsident Filipe Nyusi berief sie gleichermaßen zum Staatsrat, ein rein beratendes Gremium des Staatspräsidenten.
Im Rahmen der politischen und militärischen Krise zwischen der Regierungspartei FRELIMO und der Oppositionspartei RENAMO wurde sie im Frühjahr 2016 als Mitglied der neuen gemeinsamen Kommission zur Aushandlung eines neuen Friedensvertrag zwischen den Konfliktparteien berufen.